# Uruguayaans voetbalelftal in 1981
Het Uruguayaans voetbalelftal speelde in totaal acht officiële interlands in het jaar 1981, waaronder vier duels in de kwalificatiereeks voor het WK voetbal 1982 in Spanje. De ploeg stond onder leiding van bondscoach Roque Máspoli en won begin dit jaar de Mundialito in eigen land. Máspoli stapte op nadat Uruguay zich niet had weten te plaatsen voor de WK-eindronde.

## Balans
| Wedstrijden | Wedstrijden | Wedstrijden | Wedstrijden | Doelpunten | Doelpunten | Doelpunten | Punten |
| Gespeeld    | Winst       | Gelijk      | Verlies     | Voor       | Tegen      | Saldo      | Punten |
| ----------- | ----------- | ----------- | ----------- | ---------- | ---------- | ---------- | ------ |
| 8           | 4           | 3           | 1           | 11         | 7          | +4         | 1.375  |

## Interlands
|                                               |                                                       |       |        |                                                                                           |
| 3 januari Mundialito № 458 «onderlinge duels» | Uruguay                                               | 2 – 0 | Italië | Estadio Centenario, Montevideo Toeschouwers: 55.000 Scheidsrechter: Emilio Guruceta (ESP) |
| 3 januari Mundialito № 458 «onderlinge duels» | Julio César Morales 67' (pen.) Waldemar Victorino 81' |       |        | Estadio Centenario, Montevideo Toeschouwers: 55.000 Scheidsrechter: Emilio Guruceta (ESP) |

|                                                |                                          |       |                     |                                                                                          |
| 10 januari Mundialito № 459 «onderlinge duels» | Uruguay                                  | 2 – 1 | Brazilië            | Estadio Centenario, Montevideo Toeschouwers: 58.000 Scheidsrechter: Erich Linemayr (AUT) |
| 10 januari Mundialito № 459 «onderlinge duels» | Jorge Barrios 50' Waldemar Victorino 80' |       | 62' (pen.) Sócrates | Estadio Centenario, Montevideo Toeschouwers: 58.000 Scheidsrechter: Erich Linemayr (AUT) |

|                                                    |                  |       |                                                 |                                                                                     |
| 29 april Copa Pinto Duran № 460 «onderlinge duels» | Chili            | 1 – 2 | Uruguay                                         | Estadio Nacional, Santiago Toeschouwers: 28.000 Scheidsrechter: Teodoro Nitti (ARG) |
| 29 april Copa Pinto Duran № 460 «onderlinge duels» | Manuel Rojas 57' |       | 67' (pen.) Julio César Núñez 73' Nelson Agresta | Estadio Nacional, Santiago Toeschouwers: 28.000 Scheidsrechter: Teodoro Nitti (ARG) |

|                                                   |         |       |       |                                                                              |
| 15 juli Copa Pinto Duran № 461 «onderlinge duels» | Uruguay | 0 – 0 | Chili | Estadio Centenario, Montevideo Toeschouwers: 18.000 Scheidsrechter: onbekend |
| 15 juli Copa Pinto Duran № 461 «onderlinge duels» |         |       |       | Estadio Centenario, Montevideo Toeschouwers: 18.000 Scheidsrechter: onbekend |

|                                                     |                                                                      |       |                                              |                                                                                          |
| 9 augustus WK-kwalificatie № 462 «onderlinge duels» | Uruguay                                                              | 3 – 2 | Colombia                                     | Estadio Centenario, Montevideo Toeschouwers: 68.449 Scheidsrechter: Oscar Scolfaro (BRA) |
| 9 augustus WK-kwalificatie № 462 «onderlinge duels» | Rubén Paz 20' Julio César Morales 78' (pen.) Julio César Morales 87' |       | 41' Pedro Sarmiento 57' Hernán Darío Herrera | Estadio Centenario, Montevideo Toeschouwers: 68.449 Scheidsrechter: Oscar Scolfaro (BRA) |

|                                                      |                        |       |                                             |                                                                                         |
| 23 augustus WK-kwalificatie № 463 «onderlinge duels» | Uruguay                | 1 – 2 | Peru                                        | Estadio Centenario, Montevideo Toeschouwers: 42.000 Scheidsrechter: Juan Silvagno (CHI) |
| 23 augustus WK-kwalificatie № 463 «onderlinge duels» | Waldemar Victorino 67' |       | 39' Guillermo La Rosa 47' Julio César Uribe | Estadio Centenario, Montevideo Toeschouwers: 42.000 Scheidsrechter: Juan Silvagno (CHI) |

|                                                      |      |       |         |                                                                                  |
| 6 september WK-kwalificatie № 464 «onderlinge duels» | Peru | 0 – 0 | Uruguay | Estadio Nacional, Lima Toeschouwers: 42.000 Scheidsrechter: Arnaldo Coelho (BRA) |
| 6 september WK-kwalificatie № 464 «onderlinge duels» |      |       |         | Estadio Nacional, Lima Toeschouwers: 42.000 Scheidsrechter: Arnaldo Coelho (BRA) |

|                                                       |                                 |       |                        |                                                                                        |
| 13 september WK-kwalificatie № 465 «onderlinge duels» | Colombia                        | 1 – 1 | Uruguay                | Estadio El Campín, Bogota Toeschouwers: 10.000 Scheidsrechter: José Ramiz Wright (BRA) |
| 13 september WK-kwalificatie № 465 «onderlinge duels» | Hernán Darío Herrera 13' (pen.) |       | 18' Waldemar Victorino | Estadio El Campín, Bogota Toeschouwers: 10.000 Scheidsrechter: José Ramiz Wright (BRA) |

## Statistieken
| Rodolfo Rodríguez   | 1956-01-20 | Club Nacional        | 8 | 0 | 0 | 43 | 0  |
| Verdediging         |            |                      |   |   |   |    |    |
| Daniel Martínez     | 1959-12-21 | Danubio              | 7 | 0 | 0 |    |    |
| José Hermes Moreira | 1958-09-30 | Club Nacional        | 7 | 0 | 0 | 23 | 0  |
| Hugo de León        | 1958-02-27 | Grêmio               | 5 | 0 | 0 |    |    |
| Juan Carlos Blanco  | 1946-05-25 | Club Nacional        | 4 | 0 | 0 | 10 | 0  |
| Ernesto Vargas      | 1961-05-01 | Peñarol              | 4 | 0 | 0 |    |    |
| José Luis Russo     | 1958-07-14 | Defensor Sporting    | 2 | 1 | 0 | 4  | 0  |
| Walter Olivera      | 1952-08-16 | Peñarol              | 2 | 0 | 0 |    |    |
| Washington González | 1955-12-06 | Club Nacional        | 1 | 2 | 0 | 13 | 0  |
| Daniel Enríquez     | 1958-05-20 | Club Nacional        | 1 | 0 | 0 |    |    |
| Nelson Marcenaro    | 1952-09-04 | Peñarol              | 1 | 0 | 0 |    |    |
| Daniel Revelez      | 1959-09-30 | CA Bella Vista       | 1 | 0 | 0 |    |    |
| Middenveld          |            |                      |   |   |   |    |    |
| Rubén Paz           | 1959-08-08 | Peñarol              | 7 | 0 | 1 |    |    |
| Ariel Krasouski     | 1958-05-31 | Boca Juniors         | 6 | 1 | 0 |    |    |
| Jorge Barrios       | 1961-01-24 | Montevideo Wanderers | 5 | 2 | 1 | 13 | 1  |
| Eduardo de la Peña  | 1955-06-07 | Club Nacional        | 4 | 1 | 0 |    |    |
| Nelson Agresta      | 1955-06-30 | River Plate FC       | 3 | 0 | 1 | 15 | 1  |
| Víctor Diogo        | 1958-04-06 | Peñarol              | 1 | 1 | 0 |    |    |
| Julio César Núñez   | 1956-07-30 | Atlético Morelia     | 1 | 0 | 1 |    |    |
| Alberto Bica        | 1958-02-11 | Club Nacional        | 1 | 0 | 0 |    |    |
| Julio Franco        |            | Vlag van Uruguay     | 0 | 1 | 0 | 1  | 0  |
| Arsenio Luzardo     | 1959-09-04 | Club Nacional        | 0 | 1 | 0 |    |    |
| Aanval              |            |                      |   |   |   |    |    |
| Waldemar Victorino  | 1952-05-22 | Deportivo Cali       | 8 | 0 | 4 |    |    |
| Julio César Morales | 1945-02-16 | Club Nacional        | 4 | 1 | 3 | 24 | 11 |
| Eber Bueno          | 1959-09-13 | CA Bella Vista       | 2 | 2 | 0 |    |    |
| Venancio Ramos      | 1959-06-20 | Peñarol              | 2 | 0 | 0 | 15 | 2  |
| Jorge Torres        |            | River Plate FC       | 2 | 0 | 0 |    |    |

AUF · A-internationals · Selecties · Bondscoaches · Uruguayaans vrouwenelftal · Olympisch elftal · Uruguay U21 · Uruguay U20 · Uruguay U19 · Uruguay U18 · Uruguay U17
1900 – 1909 ·
1910 – 1919 ·
1920 – 1929 ·
1930 – 1939 ·
1940 – 1949 ·
1950 – 1959 ·
1960 – 1969 ·
1970 – 1979 ·
1980 – 1989 ·
1990 – 1999 ·
2000 – 2009 ·
2010 – 2019 ·
2020 – 2029
WK 1930 · 
WK 1950 · 
WK 1954 · 
WK 1962 · 
WK 1966 · 
WK 1970 ·
WK 1974 · 
WK 1986 · 
WK 1990 · 
WK 2002 · 
WK 2010 · 
WK 2014 · 
WK 2018
OS 1924 · 
OS 1928 ·
OS 2012
1902 · 
1903 · 
1904 · 
1905 · 
1906 · 
1907 · 
1908 · 
1909 ·
1910 · 
1911 · 
1912 · 
1913 · 
1914 · 
1915 · 
1916 · 
1917 · 
1918 · 
1919 ·
1920 · 
1921 · 
1922 · 
1923 · 
1924 · 
1925 · 
1926 · 
1927 · 
1928 · 
1929 ·
1930 · 
1931 · 
1932 · 
1933 · 
1934 · 
1935 · 
1936 · 
1937 · 
1938 · 
1939 ·
1940 · 
1941 · 
1942 · 
1943 · 
1944 · 
1945 · 
1946 · 
1947 · 
1948 · 
1949 ·
1950 · 
1951 · 
1952 · 
1953 · 
1954 · 
1955 · 
1956 · 
1957 · 
1958 · 
1959 ·
1960 · 
1961 · 
1962 · 
1963 · 
1964 · 
1965 · 
1966 · 
1967 · 
1968 · 
1969 ·
1970 · 
1971 · 
1972 · 
1973 · 
1974 · 
1975 · 
1976 · 
1977 · 
1978 · 
1979 ·
1980 · 
1981 · 
1982 · 
1983 · 
1984 · 
1985 · 
1986 · 
1987 · 
1988 · 
1989 ·
1990 ·
1991 · 
1992 · 
1993 · 
1994 · 
1995 · 
1996 · 
1997 · 
1998 · 
1999 · 
2000 · 
2001 · 
2002 · 
2003 · 
2004 · 
2005 · 
2006 · 
2007 · 
2008 · 
2009 · 
2010 · 
2011 · 
2012 · 
2013 · 
2014 · 
2015 · 
2016 ·
2017 ·
2018 ·
2019 ·
2020 ·
2021 ·
2022 ·
2023 ·
2024
Algerije ·
Angola ·
Argentinië ·
Australië ·
België ·
Bolivia ·
Brazilië ·
Bulgarije ·
Canada ·
Chili ·
China ·
Colombia ·
Costa Rica ·
Cuba ·
DDR ·
Denemarken ·
Duitsland ·
Ecuador ·
Egypte ·
Engeland ·
Estland ·
 Finland ·
Frankrijk ·
Georgië ·
Ghana ·
Guatemala ·
Haïti ·
Honduras ·
Hongarije ·
Ierland ·
India ·
Indonesië ·
Irak ·
Iran ·
Israël ·
Italië ·
Ivoorkust ·
Jamaica ·
Japan ·
Joegoslavië ·
Jordanië ·
Libië ·
Luxemburg ·
Maleisië ·
Mexico ·
Marokko ·
Nederland ·
Nicaragua ·
Nieuw-Zeeland ·
Nigeria ·
Noord-Ierland ·
Noorwegen ·
Oekraïne ·
Oezbekistan ·
Oman ·
Oostenrijk ·
Panama ·
Paraguay ·
Peru ·
Polen ·
Portugal ·
Roemenië ·
Rusland ·
Saarland ·
Saoedi-Arabië ·
Schotland ·
Senegal ·
Servië & Montenegro ·
Singapore ·
Slovenië ·
Sovjet-Unie ·
Spanje ·
Tahiti ·
Thailand ·
Trinidad en Tobago · 
Tsjechië ·
Tsjecho-Slowakije ·
Tunesië · 
Turkije ·
Venezuela ·
Verenigde Arabische Emiraten ·
Verenigde Staten ·
Wales ·
Zuid-Afrika ·
Zuid-Korea ·
Zweden ·
Zwitserland
Argentinië (1986) ·
België (1990) ·
Brazilië (1950) · 
Colombia (2014) ·
Costa Rica (2014) ·
Denemarken (1986) ·
Denemarken (2002) ·
Duitsland (2010) ·
Egypte (2018) ·
Engeland (2014) ·
Frankrijk (2002) ·
Frankrijk (2010) ·
Frankrijk (2018) ·
Ghana (2010) ·
Italië (1990) ·
Italië (2014) ·
Mexico (2010) ·
Nederland (1974) ·
Nederland (2010) ·
Portugal (2018) ·
Rusland (2018) ·
Saoedi-Arabië (2018) ·
Schotland (1986) ·
Senegal (2002) ·
Spanje (1990) ·
West-Duitsland (1986) ·
Zuid-Afrika (2010) ·
Zuid-Korea (1990) ·
Zuid-Korea (2010)